# Jim Stewart (produtor musical)
Jim Stewart (29 de julho de 1930 - 5 de dezembro de 2022) foi um produtor executivo musical norte-americano. Ele cofundou a Stax Records.